# Dominik Prokop
Dominik Prokop (ur. 2 czerwca 1997 w Wiedniu) – austriacki piłkarz, występujący na pozycji ofensywnego pomocnika w chorwackim klubie HNK Gorica. Były młodzieżowy reprezentant Austrii, w kategoriach wiekowych od U-16, do U-21.

## Życie prywatne
Ma młodszego brata Lukasa, który także jest piłkarzem.